# Brundibár

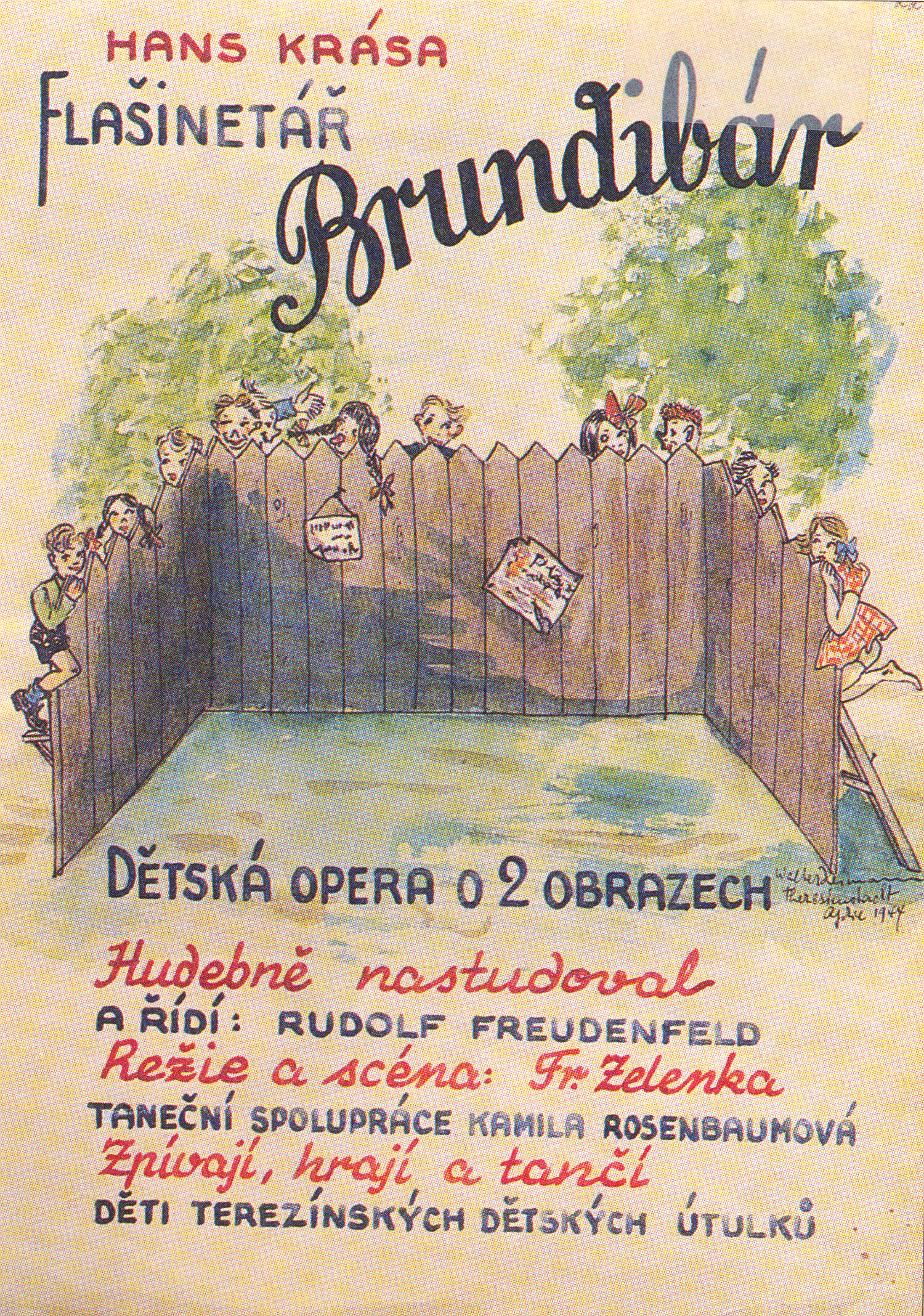
Affiche pour une représentation de Brundibár à Theresienstadt en 1944.

Brundibár est un opéra pour enfants écrit par Adolf Hoffmeister et le compositeur tchèque-allemand Hans Krása en 1938. Il fut interprété clandestinement pour la première fois en 1942 à Prague, dans un orphelinat juif de la rue Belgická, et connut son premier succès lors de ses représentations dans le camp de concentration de Theresienstadt, en Tchécoslovaquie occupée. En tchèque commun, Brundibár désigne un bourdon et dans cette pièce il s'agit d’un personnage de méchant, un joueur d’orgue de barbarie inspiré d’Adolf Hitler.

## Fable
La fable de l’opéra reprend des éléments des contes Hansel et Gretel et Les Musiciens de Brême. Aninka et Pepíček sont frères et sœurs, orphelins de père. Leur mère est malade et le médecin dit qu’elle a besoin de lait. Mais les enfants n'ont pas d’argent. Ils décident de chanter sur la place du marché pour en avoir. Mais le tyrannique Brundibár les pourchasse et étouffe leurs chants avec son orgue de barbarie. Avec l’aide des enfants des rues, d’un oiseau vif, d’un chat gourmand (d’oiseaux) et d’un chien savant, Aninka et Pepíček vont chercher à s'en débarrasser…

## Contexte historique

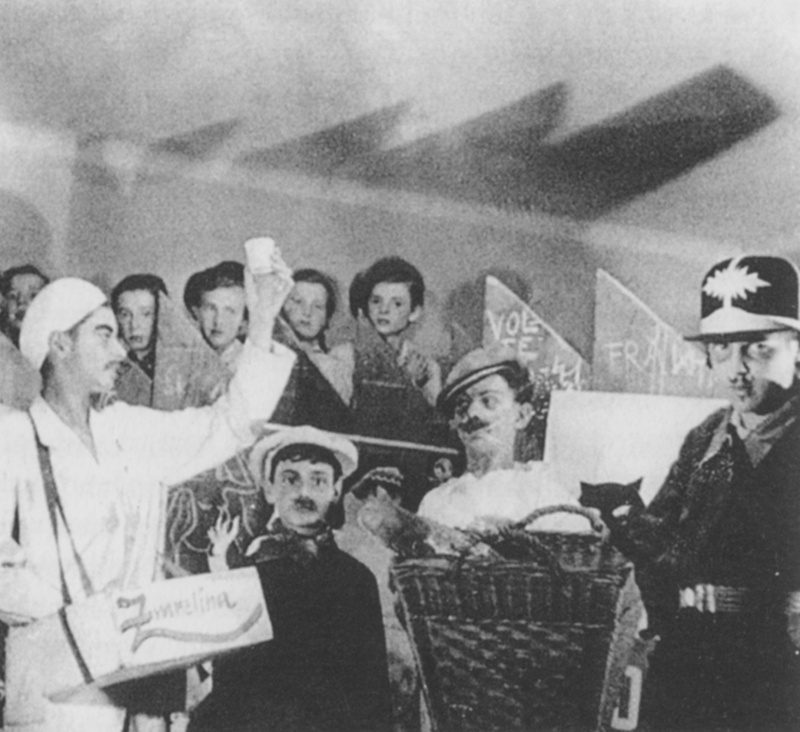
Représentation de Brundibár à Prague, dans l'orphelinat de la rue Belgická, en 1942 ou 1943.

Krása et Hoffmeister écrivent l’opéra en 1938, pour un concours lancé par le ministère de l’Enseignement et de l’Éducation populaire, mais celui-ci est annulé à la suite de l'invasion de la Tchécoslovaquie la même année. Néanmoins, les premières répétitions eurent lieu à l’orphelinat juif de Prague, utilisé comme lieu d’accueil et d’école pour les enfants séparés de leurs parents par la guerre. Durant l'hiver 1942 a lieu la première représentation, en même temps que Krása et le scénographe František Zelenka sont déportés à Terezín. En juillet 1943, presque tous les enfants du chœur original ainsi que tout le personnel de l’orphelinat sont déportés à leur tour. Seul le librettiste Hoffmeister s’échappe de Prague à temps.
Au camp, Krása reconstitue la partition de l’opéra à partir de la partition apportée dans ses bagages par le directeur de l'orphelinat juif, Rudolf Freudenfeld. Il adapte l’opéra aux instruments disponibles dans le camp de concentration : flûte, clarinette, guitare, accordéon, piano, percussions, quatre violons, violoncelle et contrebasse. Un décor est recréé par František Zelenka, ancien metteur en scène du Théâtre national chargé des décors lors de la représentation de 1942 : peints au fond des baraquements, les panneaux possèdent des trous dans lesquels les chanteurs peuvent insérer la tête pour représenter des chats, des chiens et des oiseaux. Le 23 septembre 1943, c'est la première de Brundibár à Terezín. Une des dernières phrases du livret est réécrite par le poète Emile Saudek pour accentuer le message d'appel à la lutte contre le nazisme. Le spectacle est dirigé par Zelenka, chorégraphié par Camilla Rosenbaum et fut représenté 55 fois dans l’année qui suivit.
Une représentation de Brundibár a lieu en 1944 pour une visite du camp par la Croix-Rouge organisée par le Reich pour nier l’existence des camps. Ce que ne savaient pas les représentants de la Croix-Rouge à l’époque, c'est que l’intégralité de leur visite était une mise en scène : le camp était aménagé en "ghetto confortable". À l’approche de la visite, un grand nombre de résidents sont transférés au camp d’Auschwitz pour donner une meilleure image du camp, bondé auparavant. Certaines pièces sont repeintes et des fausses boutiques sont aménagées à la hâte. Plus tard, l’opéra est filmé dans Theresienstadt un film de propagande nazi, pour faire croire à une vie agréable dans les camps. Des extraits y figurent dans le documentaire Voices of the Children, dans lequel les survivants alors choristes Zuzana Justman et Ela Weissberger reviennent sur leur vie au camp de Terezín.
La plupart des participants à cette production, dont le compositeur et l’acteur Kurt Gerron qui réalise le film de propagande sous la contrainte, sont assassinés peu après leur arrivée à Auschwitz.

## Symbolique
L’opéra aboutit sur la victoire des démunis solidaires sur un homme tyrannique et égoïste, mais ne fait pas directement référence au contexte historique. La réécriture de quelques phrases au camp laisse toutefois quelques sous-entendus anti-nazis très implicites. Si, en 1938, le texte contient des notions de valeurs patriotiques, celles-ci sont effacées par la suite et remplacées par celles de justice.

## Adaptations

### En livre pour enfants
En 2003, l’opéra est adapté en livre pour enfants par Tony Kushner, avec des illustrations de Maurice Sendak. La symbolique anti-nazie y est renforcée, et Brundibár affublé d’une moustache en brosse à dents comme celle de Hitler. Kushner et Sendak ré-adaptent en 2004 l’album en opéra. La mise en scène et la scénographie sont confiées à Sendak, et Kushner rédige le livret.

### En pièce de théâtre
L’opéra est adapté en 2013 en une pièce de théâtre écrite par Jaromir Knittl : Pour ne jamais oublier ou le Cabaret Brundibár de Terezín.

### Une suite
L'écrivaine suisse Dominique Caillat a écrit trois scènes, Prolog, Szene et Epilog, qui constituent une suite de Brundibár.

## Représentations
Brundibár est créé pour la première fois aux États-Unis en 1975, à l'initiative de Joža Karas, violoniste tchèque d’origine polonaise auteur du premier ouvrage sur le camp. Avec son épouse Milada, Karas établit la première traduction anglaise du livret, publiée en 1993 par Tempo Praha (revue et corrigée en 1998). L’œuvre est créée en Allemagne en 1985 au lycée de jeunes filles St Ursula de Fribourg-en-Brisgau. En 2000, la Fédération des Jeunesses musicales impulse un projet autour de Brundibár, comportant l’enregistrement de l'opéra en version française par les élèves de l'Académie de musique d'Evere sous la direction d'Eric Lederhandler. Le dossier pédagogique constitué pour l'occasion est accompagné d'interviews d’interprètes survivants. En mai 2013, le centre culturel Charlie Chaplin de Vaulx-en-Velin, avec le chœur de la Formation musicale de cycle I du conservatoire de Musique et de Danse de la ville et du collège Jean de Verrazane de Lyon 9ème, a donné deux représentations. Elles ont été dirigées par Delphine Ardiet, Dewy Besson, Isabelle Besson et mises en scène par Dominique Lurcel,.
En mai 2019, la Philharmonie de Paris, avec le chœur d'enfants de l'Orchestre de Paris, dirigé par Lionel Sow, a donné quatre représentations mises en scène par Olivier Letellier et Guillaume Servely,.